# Улица Багалия (Львов)
У́лица Багалия́, у́лица Багалея́ (укр. Вулиця Багалія) — улица в Шевченковском районе Львова, местность Старые Збоища. Пролегает от улицы Расточье до улицы Студинского. Приблизительно посередине от улицы отходит отрезок, образуя букву «Т».

## История
Улица возникла в 1960-х годах, с 1962 года называлась Якутская. Современное название — с 1993 года в честь украинского историка Дмитрия Багалия.